# Lepturges malkini
Lepturges malkini là một loài bọ cánh cứng trong họ Cerambycidae.